# Xanterra Parks and Resorts

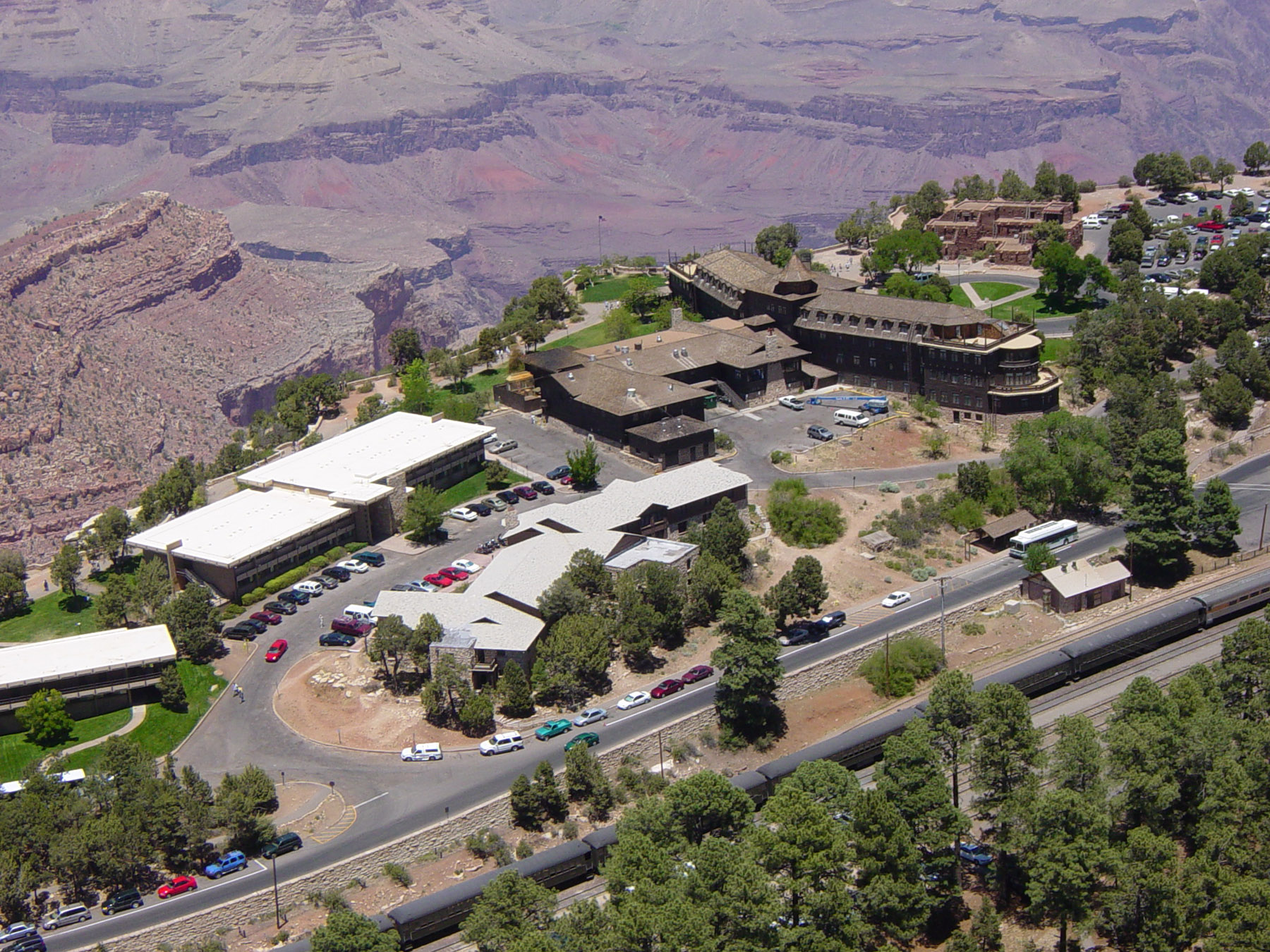
Het historische El Tovar Hotel op de South Rim van de Grand Canyon.

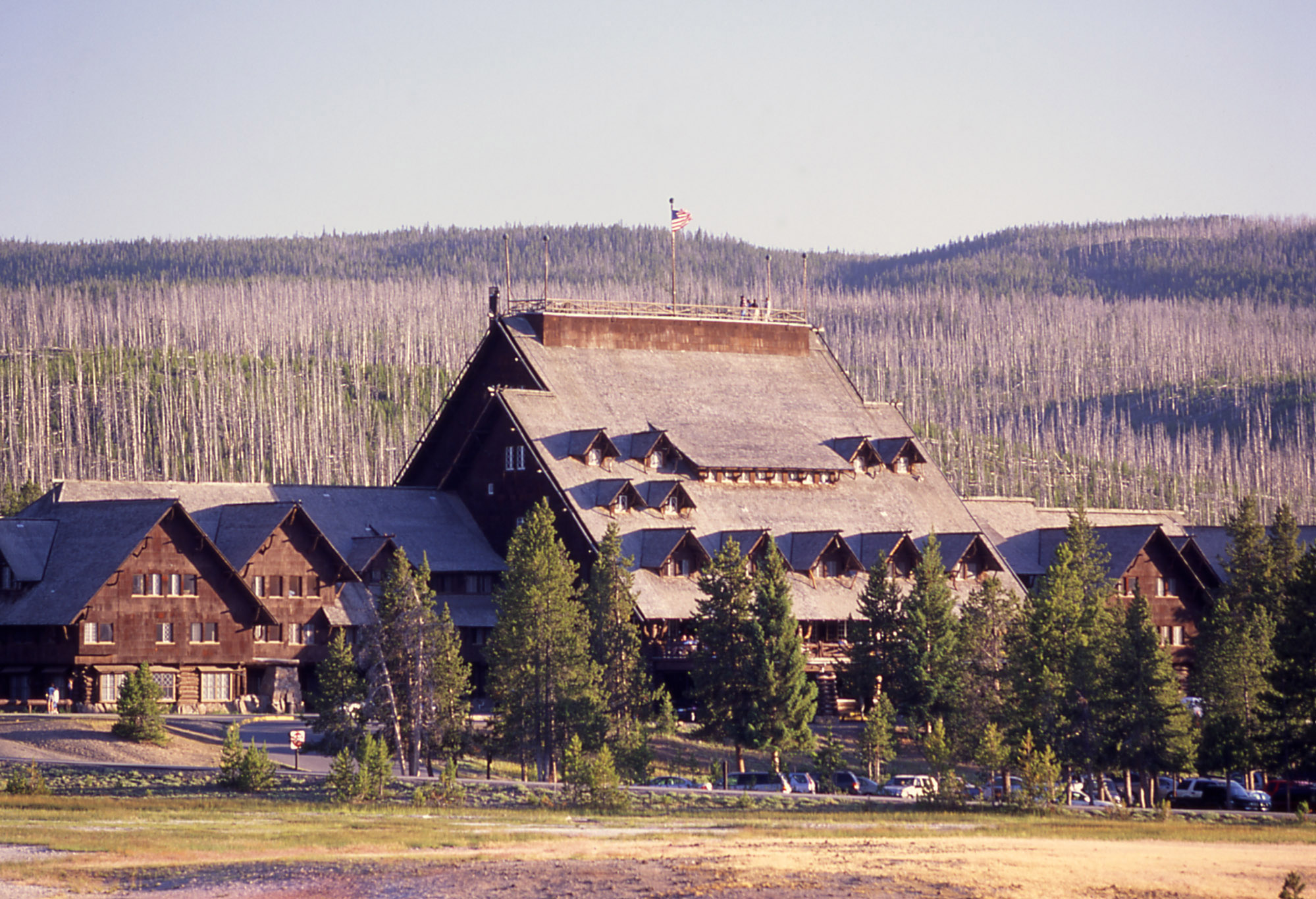
Old Faithful Inn, een van Xanterra's meest herkenbare hotels.

Xanterra Parks and Resorts is een Amerikaans bedrijf dat allerlei parken en resorts beheert. Het is gevestigd in Greenwood Village (Colorado) en is in het bezit van de ondernemer en miljonair Philip Anschutz. Het bedrijf is gespecialiseerd in toerisme in de Amerikaanse nationale parken en is onder andere aanwezig in Yellowstone en Grand Canyon National Park. Xanterra is aangenomen door de National Park Service om overnachting en diensten aan te bieden in die parken, gaande van luxueuze hotels, lodges, rustieke blokhutten en motels tot kampeerterreinen.

## Geschiedenis
Toen de kleinzoon van de oprichter van de Fred Harvey Company, die sinds de late 19e eeuw spoorwegrestaurants en -hotels uitbaatte, kwam het bedrijf terecht in de stal van JMB Realty. Die kochten de Hawaïaanse grootgrondbezitter Amfac in 1968 en braken het op in aparte bedrijven, waaronder Amfac Resort. In 1995 kocht Amfac TW Recreational Services, een van de grootste concessiehouders voor horecauitbatingen in nationale parken. In 2002 werd Amfac Xanterra en in 2008 werd het bedrijf eigendom van de Anschutz Company.

## Uitbatingen (selectie)
- El Tovar Hotel
- Lake Hotel
- Old Faithful Inn
- Old Faithful Lodge